# 怒后星
怒后星（119 Althaea）是第119颗被人类发现的小行星，于1872年4月3日发现。怒后星的直径为57.3千米，质量为2.0×1017千克，公转周期为1515.000天。
怒后星以希臘神話的卡利頓女王阿耳泰亞命名。